# محمدآباد (هشیوار)
محمدآباد، هشیوار روستایی در دهستان هشیوار، بخش مرکزی شهرستان داراب در استان فارس است.
جمعیت این روستا در سال ۱۳۸۵، ۴۹۵ نفر بوده‌است.